# جامعة ساوثهامبتون

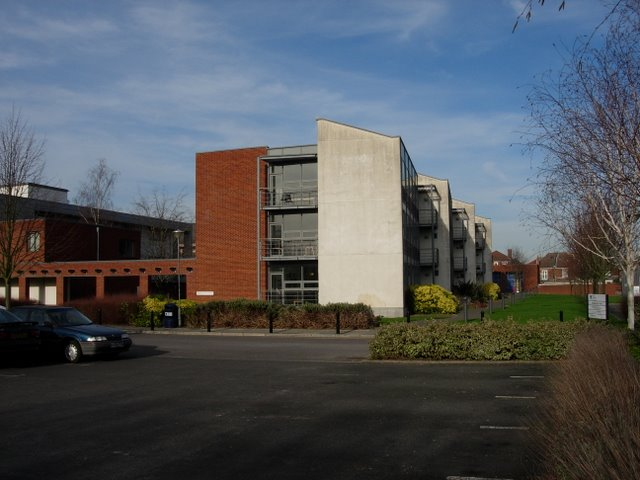
الحرم الجامعي

جامعة ساوثهامبتون (بالإنجليزية: University of Southampton)‏ هي جامعة دولة في مدينة ساوثهامبتون على الساحل الجنوبي لإنجلترا. جامعة ساوثهامبتون هي عضو في مجموعة راسل للجامعات.

## تاريخ
يعود تاريخ إنشاء جامعة ساوثهامبتون إلى عام 1862. أصبحت عام 1902 كلية جامعية، وفي عام 1952 أصبحت جامعة مستقلة مع وضع ميثاق ملكي. قبل عام 1952 تم منحها من قبل جامعة لندن درجة الأكاديمية.

## المشاهير الذين تخرجوا منها
- ستيفن باكستر، مؤلف خيال علمي.
- روجر بلاك، رياضي ألعاب قوى.
- جون دينام، سياسي.
- نيل غونتر، فيزيائي.
- جون نيتلس، ممثل.
- تيم بيرنرز لي. مخترع الويب.
- البروفيسور عبد ذياب العجيلي خبير برمجيات ووزير التعليم العراقي.

## وصلات خارجية
- الموقع الرسمي (بالإنجليزية)